# Condamnat la viață
Condamnat la viață este o poveste despre prietenie, umanitate și sacrificiu, o tragicomedie adaptată după nuvela „Moartea lui Ipu”, de Titus Popovici în regia lui Bogdan Dreyer.

## Prezentare
Acțiunea se desfășoară într-un sat din Transilvania, la sfârșitul celui de-al doilea Război Mondial. Un soldat german este găsit mort la marginea satului de către Alex, un băiat de 11 ani trimis de mama lui la țară pentru fi la adăpost de bombardamentele din capitală. Întrucât nu se știe cine este vinovat, ofițerii germani amenință că vor executa câțiva dintre fruntașii satului dacă făptașul nu se va preda până a doua zi dimineață la ora 5. Cum nimeni nu pare să își asume vina pentru cele întâmplate, preotul și soția acestuia, primarul, doctorul și familia sa, șeful poliției și notarul pun la cale un plan pentru a se salva. Ei încearcă să-l convingă pe Ipu, „nebunul satului”, în fapt un soldat francez rămas în sat după ce o rană gravă din primul război mondial i-a afectat memoria, să-și asume el vina. Totul în schimbul promisiunii unei înmormântări fastuoase și a unor recompense, dar mai ales a șansei de salva vieți importante și de a deveni un erou național. 
Ipu pare încântat de cele auzite, dar nu se mulțumește cu vorbe goale, el vrea totul în scris și mai ales vrea să vadă cu ochii lui cum vor decurge funeraliile. Timpul se scurge așa că ceilalți nu au încotro și trebuie să-i îndeplinească doleanțele. Spre dimineață, când pare că toate cererile lui Ipu au fost satisfăcute iar el este gata să se predea, apare zvonul că războiul a luat sfârșit iar nemții sunt văzuți părăsind în grabă satul.

## Distribuție
|  | Actor                 | Rol               |
|  | --------------------- | ----------------- |
|  | Gérard Depardieu      | Ipu               |
|  | Daniela Nane          | Soția doctorului  |
|  | Gheorghe Visu         | Notar             |
|  | Bogdan Iancu          | Alex              |
|  | Nicodim Ungureanu     | Primar            |
|  | Harvey Keitel         | părintele Johanis |
|  | Alexandru Bindea      | Gossman           |
|  | Adina Cartianu        | Clara             |
|  | Gabriela Baluta       | Linda             |
|  | Iulia Lazar           | Tania             |
|  | Constantin Draganescu | Markus            |
|  | Laura Cret            | mama lui Alex     |
|  | Laura Morante         | Margherita        |
|  | Andrei Seusan         | Friederich        |